# René Gustave Félix Dubois
Pour les articles homonymes, voir René Dubois et Dubois.
René Gustave Félix Dubois est un écrivain et homme de presse français, né en 1909 et mort en 2002. Il est le créateur en 1957 du Centre d'étude des supports de publicité.

## Biographie
René Gustave Félix Dubois est né le 18 janvier 1909 à Versailles et mort le 27 janvier 2002 au Chesnay.
Diplômé de l'école des Sciences Politiques en 1930, licencié en Droit en 1932, il est Saint-Cyrien, croix de guerre.
Prisonnier de guerre 1940-45 à l'Oflag XVIIA situé à Edelsbach en Autriche près de Döllersheim au nord de Vienne, il obtient en 1944 un prix de l'Académie française pour une nouvelle écrite en captivité, Le Coin du Miroir.
Après la guerre, il est Secrétaire Général du Syndicat des Quotidiens Régionaux (1949 - 1955), Secrétaire Général de la Fédération Nationale de la Presse Française (1950 - 1956) et Vice-Président de la Société Professionnelle des Papiers de Presse (1951 - 1955).
Entre 1955 et 1957, il abandonne tour à tour ces différentes fonctions pour la préparation d'un nouvel organisme, le Centre d'étude des supports de publicité (CESP), dont la tâche sera de déterminer l'audience des titres et des stations qui composent les grands médias. Il assurera la Direction Générale du CESP depuis la création (1957) jusqu'à sa retraite en 1977.
Entretemps, il aura créé en 1960 l'Association of European Media Research Organisation - Secrétariat des Organismes européens pour la recherche Média (EMRO), qui se réunit chaque année en congrès, pour comparer leurs travaux et faire ainsi progresser leurs méthodes d'investigation. Il en sera le Président jusqu'en 1977, puis le Président d'Honneur jusqu'à son décès.
Par décret du 19 février 1953, il a été nommé Chevalier de la Légion d'honneur au titre de la Présidence du Conseil, officier dans l'Ordre National du Mérite en 1984, titulaire de la Croix de Guerre 1939-1945 avec Étoile.